# Lithogenes
Lithogenes is een geslacht van straalvinnige vissen uit de familie van de harnasmeervallen (Loricariidae).

## Soorten
- Lithogenes valencia Provenzano, Schaefer, Baskin & Royero-Leon, 2003
- Lithogenes villosus Eigenmann, 1909
- Lithogenes wahari Schaefer & Provenzano, 2008